# Księżna Łowicka (powieść)
Księżna Łowicka: Powieść historyczna z XIX wieku – powieść historyczna Wacława Gąsiorowskiego z 1908 roku. Powieść jest beletryzowaną biografią Joanny Grudzińskiej, żony wielkiego księcia Konstantego.
Autor w swojej powieści dość swobodnie potraktował prawdę historyczną. Jednym z głównych wątków jest rzekoma miłość Waleriana Łukasińskiego do Joanny. Tłem utworu jest społeczno-polityczna panorama Królestwa Polskiego (Kongresówki) w latach 1818-1831; obraz bezwzględnej dyscypliny w wojsku polskim, spiski patriotyczne oraz wzrastający terror carski. W końcowych partiach utworu ukazany jest piękny obraz wybuchu powstania listopadowego.